# Christian Sørum
Christian Sandlie Sørum (Oslo, 3 december 1995) is een Noors volleyballer en beachvolleyballer. In deze laatste discipline werd hij met Anders Mol olympisch kampioen in 2021. Daarnaast wonnen ze viermaal de Europese titel en tweemaal het eindklassement van de FIVB World Tour.

## Carrière

### Zaal
Sørum speelde van 2012 tot en met 2014 voor de Noorse jeugd- en juniorenploeg. Daarnaast nam hij in het seizoen 2013/2014 met Førde VBK deel aan de Challenge Cup.

### Beach

#### 2011 tot en met 2019
Sørum nam in 2011 met Knut-Ludvig Larsen deel aan de Europese kampioenschappen onder 18 in Vilnius. Een jaar later eindigde hij met Bjarne Huus bij hetzelfde toernooi in Brno op de vierde plaats en bij de wereldkampioenschappen voor de jeugd in Larnaka op de vijfde plaats. Sørum en Huus speelden in 2013 drie wedstrijden in de nationale competitie. Daarnaast wonnen ze bij de WK onder 19 in Porto de zilveren medaille achter het Duitse duo Clemens Wickler en Moritz Reichert. Bij de EK onder 20 in Vilnius eindigde het tweetal als vijfde. Het seizoen daarop kwam Sørum in actie met verschillende partners. Met Hendrik Mol werd hij vierde bij de WK onder 21 in Larnaka en met Henrik Lauten vijfde bij de EK onder 20 in Cesenatico. In Fethiye won Sørum met Runar Sannarnes de Europese titel onder 22.
In 2015 debuteerde hij met Sannarnes in Stavanger in de FIVB World Tour en werd hij vijfde bij de EK onder 22 in Macedo de Cavaleiros. Met Morten Kvamsdal behaalde hij een jaar later met een vijfde plaats in Fortaleza zijn eerste toptienklassering in de World Tour. Het tweetal bereikte verder de achtste finale bij de EK in Biel/Bienne waar het werd uitgeschakeld door de Italianen en latere kampioenen Paolo Nicolai en Daniele Lupo. Later dat jaar vormde hij een team met Anders Mol met wie hij als vijfde eindigde in Klagenfurt en de Europese titel onder 22 in Thessaloniki won. In 2017 deed Sørum met verschillende partners (waaronder Mol, Mathias Berntsen en Svein Solhaug) mee aan in totaal negen toernooien in de World Tour. Hij eindigde zesmaal in de top tien met een vierde plaats in Espinho als hoogste klassering. Met Mol bereikte hij daarnaast de kwartfinale bij de EK in Jūrmala die opnieuw verloren werd van Nicolai en Lupo.
Sørum en Mol speelden in het seizoen 2018 tien wedstrijden in de World Tour. Ze boekten overwinningen in Gstaad en Wenen en behaalden een tweede plaats in Itapema. Het tweetal sloot het seizoen af met de eindzege in de World Tour en de eerste plaats bij de World Tour Finals in Hamburg. Daarnaast werden ze in Nederland Europees kampioen door in de finale het Letse duo Jānis Šmēdiņš en Aleksandrs Samoilovs te verslaan. Het seizoen daarop namen ze in aanloop naar de WK deel aan zeven reguliere FIVB-toernooien waarbij ze enkel toptienplaatsen behaalden. Het duo won in Las Vegas, Itapema, Jinjiang en Ostrava en eindigde als tweede in Warschau. Bij de WK in Hamburg wonnen Sørum en Mol de bronzen medaille ten koste van de Amerikanen Tri Bourne en Trevor Crabb. Na afloop wonnen ze de toernooien van Gstaad, Tokio en Wenen. In Moskou prolongeerden ze hun Europese titel tegen de Russen Konstantin Semjonov en Ilja Lesjoekov. Vervolgens vormde Sørum een gelegenheidsduo met Markus Mol met wie hij bij het toernooi van Oslo als tweede eindigde achter Mol en Nils Ringøen. Sørum en Mol eindigden bij de World Tour Finals in Rome als derde en sloten het seizoen opnieuw af als winnaar van de World Tour.

#### 2020 tot heden
In 2020 werden Sørum en Mol in Jūrmala voor de derde keer op rij Europees kampioen door Vjatsjeslav Krasilnikov en Oleg Stojanovski uit Rusland te verslaan. Het daaropvolgende jaar wonnen ze zowel het eerste als tweede event van het World Tour-toernooi in Cancun. Vervolgens namen ze deel aan drie FIVB-toernooien met als beste resultaat een vijfde plaats in Gstaad. Bij de Olympische Spelen in Tokio wonnen Mol en Sørum de gouden medaille nadat ze in de finale opnieuw te sterk waren voor Krasilnikov en Stojanovski. Twee weken later werden ze voor de vierde keer op rij Europees kampioen door de Nederlanders Stefan Boermans en Yorick de Groot in de finale te verslaan.
In 2022 ging de World Tour over in de Beach Pro Tour. Sørum en Mol begonnen het seizoen met een derde plaats in Rosarito, een overwinning in Ostrava en een dertiende plaats in Jūrmala. Vervolgens veroverden ze in Rome de wereldtitel door de Brazilianen Renato Lima en Vitor Felipe in de finale in twee sets te verslaan. Bij de EK in München won het duo de bronzen medaille. In de halve finale verloren ze van de latere kampioenen David Åhman en Jonatan Hellvig; in de troostfinale waren Sørum en Mol in twee sets te sterk voor het Poolse tweetal Michał Bryl en Bartosz Łosiak. In het najaar wonnen ze de toernooien van Parijs en Kaapstad en eindigden ze als derde in Uberlândia. Ze sloten het eerste seizoen van de Pro Tour af met de overwinning bij de Finals in Doha ten koste van Bryl en Łosiak.
Een week later won het tweetal in Doha het eerste toernooi van het seizoen 2023. Bij de overige zes toernooien in de Beach Pro Tour waar ze aan deelnamen, behaalden ze enkel podiumplaatsen. Sørum en Mol wonnen in Ostrava en Montreal, werden tweede in Tepic, Uberlândia en Gstaad en eindigden als derde in Hamburg. Bij de EK in Wenen verloren ze de kwartfinale in drie sets van het Nederlandse tweetal Leon Luini en Yorick de Groot. Bij de WK in Tlaxcala verloren de regerend wereldkampioenen in de kwartfinale van de latere wereldkampioenen Ondřej Perušič en David Schweiner. Bij de Finals in Doha eindigden Sørum en Mol als tweede achter Åhman en Hellvig.

## Palmares
Kampioenschappen
- 2013:  WK U19
- 2014:  EK U22
- 2016:  EK U22
- 2018:  EK
- 2019:  WK
- 2019:  EK
- 2020:  EK
- 2021:  OS
- 2021:  EK
- 2022:  WK
- 2022:  EK
- 2023: 5e WK
- 2024:  OS

FIVB World Tour
- 2018:  4* Itapema
- 2018:  5* Gstaad
- 2018:  5* Wenen
- 2018:  World Tour Finals Hamburg
- 2018:  FIVB World Tour
- 2018:  4* Las Vegas
- 2019:  4* Itapema
- 2019:  4* Jinjiang
- 2019:  4* Ostrava
- 2019:  4* Warschau
- 2019:  5* Gstaad
- 2019:  4* Tokio
- 2019:  5* Wenen
- 2019:  1* Oslo
- 2019:  5* World Tour Finals Rome
- 2019:  FIVB World Tour
- 2021:  4* Cancun
- 2021:  4* Cancun
- 2021:  World Tour Finals Cagliari

Beach Pro Tour
- 2022:  Elite16 Rosarito
- 2022:  Elite16 Ostrava
- 2022:  Elite16 Parijs
- 2022:  Elite16 Kaapstad
- 2022:  Elite16 Uberlândia
- 2023:  Beach Pro Tour Final Doha
- 2023:  Elite16 Doha
- 2023:  Elite16 Tepic
- 2023:  Elite16 Uberlândia
- 2023:  Elite16 Ostrava
- 2023:  Elite16 Gstaad
- 2023:  Elite16 Montreal
- 2023:  Elite16 Hamburg
- 2023:  Beach Pro Tour Final Doha
- 2024:  Elite16 Doha